# Günter Heger
Günter Heger (* 2. Dezember 1942; † 16. Dezember 2020 in Möglingen) war ein deutscher Handballspieler.

## Werdegang
Heger nahm 1967 mit der Nationalmannschaft der Bundesrepublik Deutschland an der Weltmeisterschaft teil und erreichte den sechsten Platz. Insgesamt wurde er in 32 Länderspielen eingesetzt.
Auf Vereinsebene spielte der im Rückraum eingesetzte Heger für den SV Möhringen, mit dem er bis 1973 in der Handball-Bundesliga antrat. Als Trainer betreute er gemeinsam mit Günther Entenmann ab 1979 den TV Stetten und führte die Mannschaft durch vier Aufstiege bis in die Bezirksliga.